# Інчиза-Скапаччино
Інчиза-Скапаччино (італ. Incisa Scapaccino, п'єм. Ansisa) — муніципалітет в Італії, у регіоні П'ємонт,  провінція Асті.
Інчиза-Скапаччино розташована на відстані близько 470 км на північний захід від Рима, 65 км на південний схід від Турина, 17 км на південний схід від Асті.
Населення — 2335 осіб (2014).
Щорічний фестиваль відбувається 8 червня. Покровитель — San Feliciano.

## Демографія
Населення за роками:

Станом на 1 січня 2023 року в муніципалітеті офіційно проживало 179 іноземців з 25 країн, серед них 64 громадяни країн Євросоюзу та 2 громадяни України.

## Сусідні муніципалітети
- Бергамаско
- Кастельнуово-Бельбо
- Кортільйоне
- Мазіо
- Ніцца-Монферрато
- Овільйо
- Вальйо-Серра

## Галерея зображень

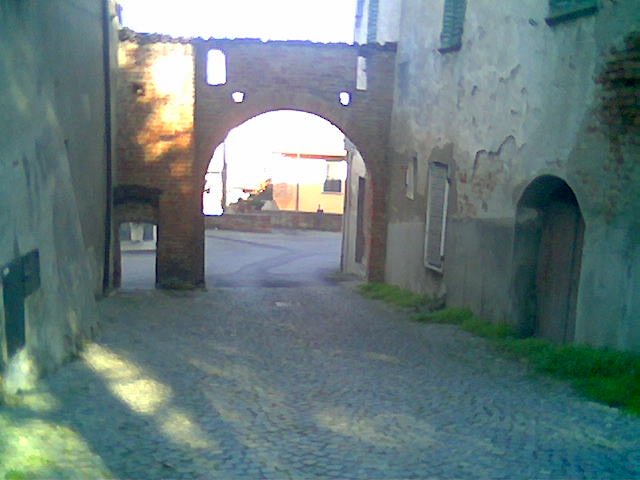
Porta di Valcalzara (XV secolo)
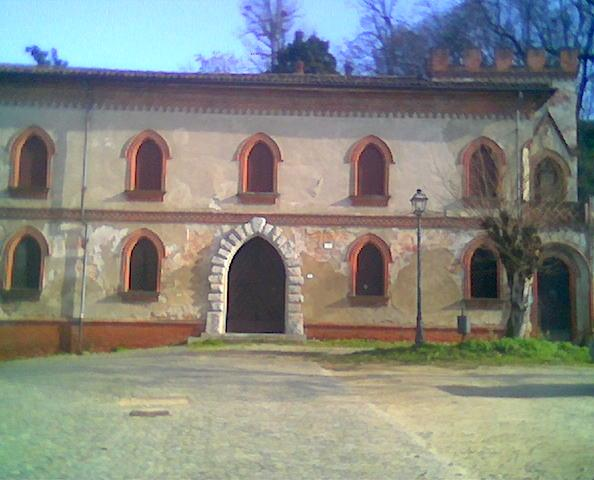
Castello nuovo
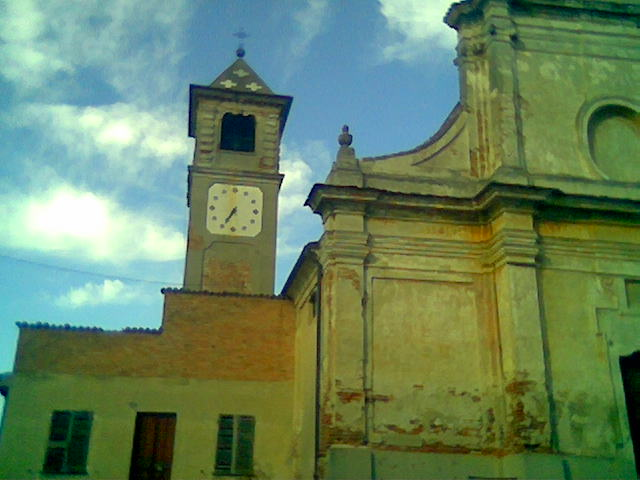
Chiesa di San Giovanni Battista (XIII secolo)
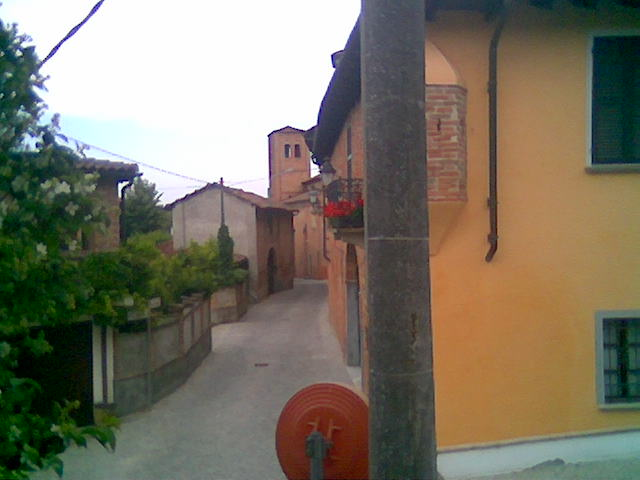
Chiesa del Carmine (XIV secolo)
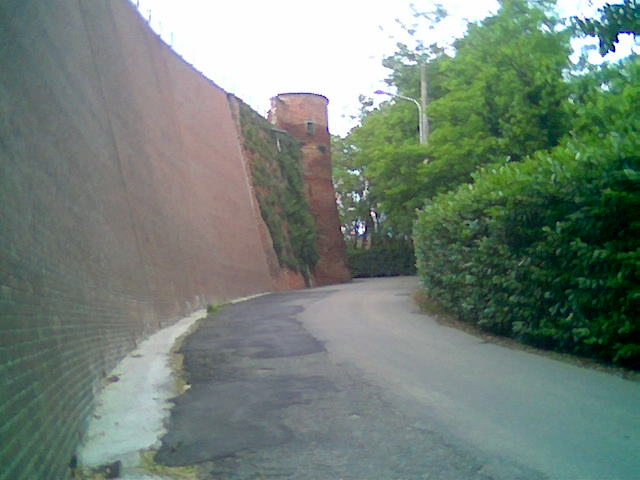
Mura del castello medievale (XI secolo)